# Akiji Kobayashi
Akiji Kobayashi (Tokyo, 6 settembre 1930 – Yokohama, 27 agosto 1996) è stato un attore giapponese.

## Biografia
A volte accreditato come Shōji Kobayashi o Issei Mori, ha frequentato il Nihon University College of Art, ma si è ritirato prima di prendere la laurea ed è entrato a far parte della Haiyuza Theatre Company nel 1949. Ha fatto il suo debutto cinematografico con Satsujin Yogisha nel 1952.
È meglio conosciuto in Occidente per aver interpretato il ruolo del capitano Toshio Mura (Muramatsu) nella serie televisiva Ultraman (1966). È stato protagonista del film-cult Shogun il giustiziere e dal 1983 al 1984 è apparso nella popolare serie televisiva poliziesca Seibu Keisatsu. Un altro ruolo televisivo degno di nota è stato Tōbei Tachibana ("Oya-san") in diverse serie della serie di Kamen Rider. Era uno degli attori preferiti di Kon Ichikawa, essendo apparso in 12 dei suoi film, tra i quali Yatsuhaka-mura as Head of a Factory del 1996.
Kobayashi è morto di cancro ai polmoni a Yokohama all'età di 65 anni.

## Filmografia parziale

### Cinema
- Satsujin Yôgisha, regia di Hideo Susuki e Chikahiro Ninagawa (1952)
- Foundry Town, regia di Kirio Urayama (1962)
- La condizione umana, film trilogia di Masaki Kobayashi, (1959-1961)
- Harakiri, regia di Masaki Kobayashi, (1962)
- Chōhen kaijū eiga Ultraman, regia di Hajime Tsuburaya e Eiji Tsuburaya (1967)
- Mujo, regia di Akio Jissōji (1970)
- Lone Wolf and Cub: Baby Cart at the River Styx, regia di Kenji Misumi (1972)
- Jissōji Akio kantoku sakuhin Ultraman, regia di Akio Jissōji (1979)
- Shogun il giustiziere, regia di Robert Houston (1980)
- Kumo no yō ni kaze no yō ni, regia di Hisayuki Toriumi (1990)
- Godzilla contro King Ghidorah, regia di Kazuki Ōmori (1991)
- Hashire Melos!, regia di Tomoharu Katsumata (1992)
- Godzilla contro Mothra, regia di Takao Okawara (1992)
- Getting Any?, regia di Takeshi Kitano (1994)
- Gamera 2 - Legion shūrai, regia di Shūsuke Kaneko (1996)

### Televisione
- Ultraman – serie TV, (1966)
- Kamen Rider – serie TV, (1971-1973)
- Kaettekita Ultraman – serie TV, (1971-1972)
- Kamen Rider V3 – serie TV, (1973)
- Kamen Rider Amazon – serie TV, (1974)
- Kamen Rider Stronger – serie TV, (1975)

## Doppiatori italiani
Nelle versioni in italiano nelle opere in cui ha recitato, Akiji Kobayashi è stato doppiato da:
- Augusto Di Bono in Ultraman[2]
- Antonio Paiola in Godzilla contro King Ghidorah[3]